# Oleksandr Kovtxan
Oleksandr Kovtxan (ucraïnès: Олександр Анатолійович Ковчан; rus: Александр Анатольевич Ковчан; nascut el 21 d'octubre de 1983 a Chernihiv), és un jugador d'escacs ucraïnès, que té el títol de Gran Mestre des de 2002.
A la llista d'Elo de la FIDE de desembre de 2021, hi tenia un Elo de 2577 punts, cosa que en feia el jugador número 24 (en actiu) d'Ucraïna. El seu màxim Elo va ser de 2598 punts, a la llista de març de 2012 (posició 243 al rànquing mundial).

## Resultats destacats en competició
Kovtxan va participar representant Ucraïna a l'Olimpíada d'escacs de la joventut de 1995, com a tercer tauler, en un equip en què també hi havia Serhí Fedortxuk i Oleksandr Moissèienko.
El 2011 va empatar als llocs 2n–4t amb Borís Gratxev, Tigran Gharamian i Ante Brkic al torneig Open Master a Biel/Bienne.
El desembre de 2011, empatà als llocs 1r–2n amb Robert Hess al Festival d'escacs de Groningen i l'any següent al mateix torneig hi empatà als llocs 1r-3r amb Zavèn Andriassian i Sipke Ernst, cosa que li va permetre obtenir una invitació per la 75a edició del Torneig Tata Steel de gener de 2013. Kovtxan va competir al Grup C de Grans Mestres de la 75a edició del Tata Steel entre l'11 i el 27 de gener de 2013 a Wijk aan Zee i hi acabà 5è amb una puntuació de 7½/13 (+3 =9 -1) (el campió fou Sabino Brunello). El 2023 fou tercer al 47è Obert de Sitges.